# Ābdehgāh
Ābdehgāh (persiska: آبدهگاه) är en ort i Iran.   Den ligger i provinsen Kohgiluyeh och Buyer Ahmad, i den centrala delen av landet, 600 km söder om huvudstaden Teheran. Ābdehgāh ligger 1 018 meter över havet och antalet invånare är 562.
Terrängen runt Ābdehgāh är bergig västerut, men österut är den kuperad. Ābdehgāh ligger nere i en dal. Runt Ābdehgāh är det ganska glesbefolkat, med 45 invånare per kvadratkilometer. Närmaste större samhälle är Bāsht, 14,7 km sydost om Ābdehgāh. Omgivningarna runt Ābdehgāh är i huvudsak ett öppet busklandskap.